# Zliechov
Zliechov (niem. Glashütte, węg. Zsolt, do 1902 Zljechó) – wieś (obec) na Słowacji w powiecie Ilava.

## Położenie
Wieś rozpościera się pod najwyższym szczytem Gór Strażowskich, Strážovem, w kotlinie, która powstała przez erozję mniej odpornych skał, na wysokości 603 m n.p.m. i zajmuje obszar 54,38 km². Leży na wododziale Nitricy (dorzecze Nitry) oraz Podhradského potoka (dorzecze Wagu). Należą do niej osady Zliechov, Dolná Stredná i Košecké Rovné. Dawną częścią gminy był Gápeľ, należący od 1960 do gminy Valaská Belá. Przez wieś biegnie droga, łącząca Košecké Podhradie z Čičmanami w dolinie Rajčanki z jednej strony i z doliną Nitricy z drugiej strony.

## Historia
Wieś została po raz pierwszy wspomniana w 1272 jako Zlieho. Należała do opactwa benedyktyńskiego, istniejącego wówczas na Skałce koło Trenczyna. W 1337 r. lokowana na prawie niemieckim. W 1364 r. jako samodzielna wieś wspominane było Košecké Rovné, należące do feudalnego "państwa" Košeca.
Mieszkańcy zajmowali się pasterstwem, rolnictwem, pracą w lesie i drobnymi rzemiosłami wiejskimi. W połowie XVIII w. doszło do napływu hutników szkła z Czech, którzy wybudowali w dotychczasowej części gminy, Gápli, hutę szkła. Zliechov stał się wówczas wsią wędrownych handlarzy, rozprowadzających po domach produkowane w niej wyroby szklane. Po upadku huty, za czasów I Republiki Czechosłowackiej, jego ludność cierpiała ogromną biedę. Z tych względów silne wpływy miała tu Komunistyczna Partia Czechosłowacji. W czasie słowackiego powstania narodowego w 1944 r. mieszkańcy brali aktywny udział w walkach. Obecnie wieś zmienia się w zaciszną, oddaloną od głównych tras miejscowość rekreacyjną.

## Kultura
Wieś jest znana z dobrze zachowanej kultury ludowej, podobnej jak w niedalekich Čičmanach. Stroje ludowe charakteryzowały się barwnymi wyszywaniami na białym materiale z przewagą kolorów żółtego oraz czerwonego i niebieskiego. W przeszłości szeroko rozpowszechnione było szycie kożuszków i szydełkowanie czepców. We wsi zachowały się jeszcze nieliczne stare domy i zabudowania gospodarskie konstrukcji zrębowej lub murowane, o ścianach mazanych gliną i bielonych, z dwuspadowymi dachami półszczytowymi.
Corocznie odbywa się tu w sierpniu festiwal muzyczny Pustohlav.

## Zabytki
We wsi jest kościół rzymskokatolicki św. Wawrzyńca z 1480 r. Wyposażenie wnętrza pochodzi z wieku XVIII. W świątyni cenna, późnogotycka (ok. 1500 r.) rzeźba przedstawiająca Madonnę.